# Коряцький округ
Коря́цький о́круг (кор. Чав’чываокруг) — адміністративно-територіальна одиниця з особливим статусом у складі Камчатського краю Росії.
Межує на півночі з Чукотським автономним округом та Магаданською областю.
Адміністративний центр — селище міського типу Палана.

## Історія
10 грудня 1930 року утворений Коряцький національний округ. 22 липня 1934 року ВЦВК ухвалив включити до складу Камчатської області Чукотський та Коряцький національні округи .
Будучи самостійним суб'єктом РФ, Коряцький автономний округ входив до складу Далекосхідного федерального округу та Камчатської області.
23 жовтня 2005 року проведений референдум з об'єднання Коряцького автономного округу з Камчатською областю. Населення підтримало об'єднання регіонів.
З 1 липня 2007 року після об'єднання Камчатської області та Коряцького автономного округу в Камчатський край став Коряцьким округом.
Згідно федерального конституційного закону Російської Федерації та Статуту Камчатського краю є «адміністративно-територіальною одиницею з особливим статусом» .

## Географічне положення
Коряцький округ розташовується в північній частині півострова Камчатка, займаючи 60% його площі, прилеглу до нього частину материка та острів Карагинський. Омивається зі сходу морем Беринга Тихого океану (протяжність узбережжя більше 1500 км), а із заходу - Охотским морем (протяжність узбережжя приблизно 1500 км).
Відстань від адміністративного центру Палана до Москви - 12866 км, до Петропавловська-Камчатського - 851 км (по прямій).

## Національний склад
За переписом 2010 года: росіяни - 8 669 чол. (46,2%), коряки - 5 676 чол. (30,3%), чукчі - 1327 чол. (7,1%), ітельмени - 948 чол. (5,1%), евени - 743 чол. (4,0%), українці - 474 чол. (2,5%).

## Клімат, природа та сейсмічна обстановка
Клімат суворий, субарктичний, на узбережжях — морський, у внутрішніх районах — континентальний. Зима тривала, сніжна і морозна, середня температура січня -24 °C … -26 °C. Літо коротке, прохолодне та дощове, середня температура липня +12 °C … +14 °C. Середня кількість опадів від 300 до 700 мм на рік.
Природа різноманітна: серединні гірські хребти з льодовиками, прибережні сопки, обширні простори лісотундри та тундри, місцями багаторічна мерзлота. Тисячі річок і озер, багатих рибою (кета, горбуша, голець, харіус, форель); десятки різних видів тварин (ведмідь, лось, сніжний баран, заєць, песець, соболь та ін.), сотні видів лісових та водоплавних птахів. У тундрі на пасовищах пасуться олені.
Основні річки: Пенжина (протяжність 713 км), Талівка (458 км), Вивенка (395 км), Пахача (293 км), Апука (296 км), Укелаят (288 км).
Озера: Таловське (44 км²), Паланське (28 км²).
Гірські хребти: Серединний, Ветвейський, Пенжинський, Пахачинський, Олюторський тощо. Найвищі точки: г Хувхойтун (+2613 м), г. Ледяна (2562 м), г. Остра (2552 м). г. Шишель (2 531 м), сопка Тилеле (2234 м).
Заповідники: Коряцький заповідник, що включає мис Говена, бухту Лаврова та Парапольський дол (327 тис. га); природні заказники — острів Карагинський (193 тис. га), річка Морошечна (150 тис. га), річка Біла (90 тис. га), озеро Паланське (88 тис. га), лагуна Каазарок (17 тис. га), Утхолока (50 тис. га).
Пам'ятки природи: Паланські геотермальні джерела, бухта Анастасії, о. Манчжур, модринові ліс, аметисти річки Шаманка тощо.
Регіон відноситься до сейсмічноактивних, останній потужний землетрус стався у квітні 2016 року.

## Природні ресурси
Корисні копалини: нафта, природний газ, вугілля, рудні поклади кольорових металів (міді, нікелю, олова, ртуті); долинні розсипи платини та золота.

## Економіка
Основні галузі: рибна промисловість (видобуток та переробка риби і морепродуктів), сільське господарство, оленярство, видобуток вугілля та кольорових металів, електроенергетика, транспорт, туризм.

## Адміністративно-територіальний поділ

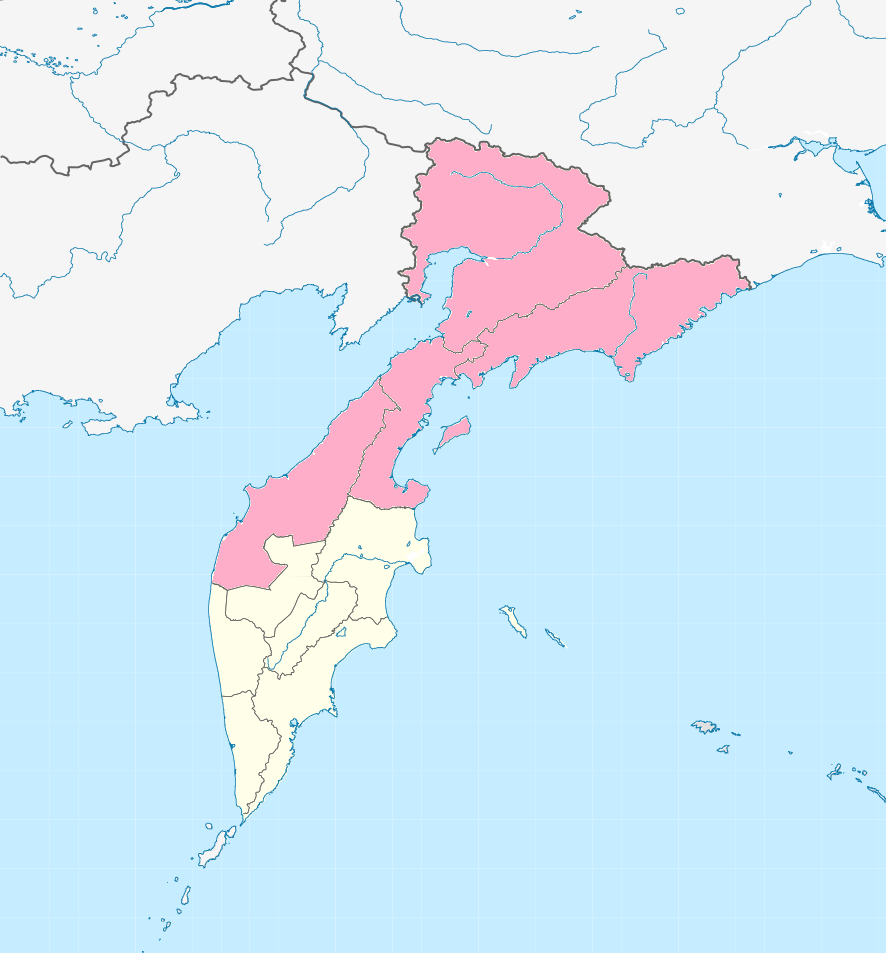
Райони Коряцького округу на мапі Камчатського краю

### Райони
- Карагінський район (південний схід)
- Олюторський район (північний схід)
- Пенжинський район (північний захід)
- Тигільський район (південний захід)

### Муніципальні утворення
На території Коряцького округу 33 муніципальних утворення: міський округ і 4 муніципальних райони, що включають одне міське та 27 сільських поселень:
 Міський округ «селище Палана»
адміністративний центр Коряцького округу (адміністративно-територіальна одиниця з особливим статусом у складі Камчатського краю). Має статус міського округу, до складу Тігільского муніципального району не входить.
Карагінський район
міське поселення «селище Оссора»
сільські поселення «село Ільпирське», «село Івашка», «село Карага», «село Кострома», «село Тимлат»
Олюторський район
сільські поселення «село Апука», «село Ачайваям», «село Середні Пахача», «село Пахача», «село Вивенка», «село Корф», «село Тиличики», «село Хаіліно»
Пенжинський район
сільські поселення «село Аянке», «село Кам'янське», «село Маніли», «село Окла», «село Парень», «село Слаутне», «село Талівка»
Тигільський район
сільські поселення «село Воямполка», «село Лісна», «село Седанка», «село Тигиль», «село Усть-Хайрюзово», «село Хайрюзово».